# صادق گودرزی
صادق گودرزی (زاده ۲۹ شهریور ۱۳۶۶ در ملایر) کشتی‌گیر پیشین ایرانی است که در دستهٔ ۷۴ کیلوگرم کشتی آزاد رقابت می‌کرد. او برندهٔ مدال نقره المپیک ۲۰۱۲ لندن و نایب‌قهرمان جهان در مسابقات قهرمانی کشتی جهان سال‌های ۲۰۱۰ و ۲۰۱۱ است. قهرمانی مسابقات قهرمانی کشتی آسیا ۲۰۰۹ و مدال طلای بازی‌های آسیایی ۲۰۱۰ از دیگر افتخارات او است. گودرزی در سال ۱۳۹۲ به علت مشاهدهٔ وجود یک زائده کنار نخاع، مجبور شد تا از دنیای کشتی خداحافظی کند.

## المپیک ۲۰۱۲ لندن
صادق گودرزی که در دور نخست رقابت‌های وزن ۷۴ کیلوگرم استراحت داشت، در دور دوم کیریل ترزیف دارنده مدال برنز بازی‌های المپیک ۲۰۰۸ پکن از بلغارستان را در دو وقت متوالی و با نتایج ۵ بر صفر و ۳ بر صفر شکست داد. نماینده ایران در وزن ۷۴ کیلوگرم مسابقه‌های کشتی آزاد بازی‌های المپیک لندن، در دور سوم سوسلان تگی‌یف نایب قهرمان بازی‌های المپیک ۲۰۰۸ پکن و بازی‌های آسیایی ۲۰۱۰ گوانگ ژو چین از ازبکستان را در دو وقت متوالی و با نتایج ۳ بر صفر و یک بر یک شکست داد. گودرزی در مرحله نیمه نهایی، گابور هاتوس از مجارستان را در دو وقت متوالی و با نتایج ۲ بر صفر و ۲ بر صفر شکست داد و راهی دیدار نهایی شد. گودرزی در دیدار نهایی مقابل جردن باروز قهرمان سال ۲۰۱۱ بزرگسالان جهان در شهر استانبول ترکیه از آمریکا در دو وقت متوالی و با نتایج یک بر صفر و یک بر صفر شکست خورد و به مقام نایب قهرمانی و مدال نقره المپیک لندن قناعت کرد.